# Getxo Sound
El Getxo Sound fue un movimiento  de grupos de pop-rock alternativo o indie-rock surgido en el municipio de Guecho a comienzos de la década de 1980 con el apoyo del Aula de Cultura del Ayuntamiento.